# جاشك
جاشك (بالفارسية: جاشک) هي قرية تقع في قسم آبدان الريفي (مقاطعة دير) في إيران. يقدر عدد سكانها بـ 192 نسمة بحسب إحصاء 2016.